# 秋月電子通商
株式会社秋月電子通商（あきづきでんしつうしょう）は、電子部品や電子工作キットの販売や開発等を手がける企業である。同名称で東京都千代田区と埼玉県八潮市に直売店を運営し、オンラインショップも運営している。

## 概要
社名の「秋月」は、創業者の辻本昭夫が縁のあった高鍋藩の秋月種茂から名前をとっている。略称・呼名として「秋月」「秋月電子」「秋月電気」「秋月通商」「秋月電商」等と呼ばれている。このうち、「秋月電気」や「秋月電商」と呼ぶことに関しては正しくないという公式見解がされている。「秋月」あるいは「秋月電子」と呼ばれることは公に認めており、会社自身は「秋月電子」を使っている。なお公式サイトのURLは「akizukidenshi.com」である。
八潮市の通販センターを拠点に行っている通信販売は、同社の売上げの8割を占めており、注文件数は1日平均700件から800件、ウェブサイトの利用者数は1日あたり5万から6万人である。店頭にある殆どの商品を通信販売でも購入することができるが、一部のサービス品は店頭でのみ販売されており、逆に通信販売のみの商品も存在する。
顧客情報を利用したマーケティングを行っておらず、一定期間が経過した情報は全て焼却処分している。辻本昭夫は『誰かに顧客情報を持ち出されたら、そっちのほうがリスクが大きい。』と述べている。
店舗では、商品を入れる茶色の紙袋にボールペンで金額を筆算して会計を行う伝統があった。現在ではレシートの発行を行うため必ずキャッシュレジスターが使用される。購入商品の合計金額を電卓などであらかじめ計算した後、キャッシュレジスターに合計金額を一括入力して会計処理することもある。

## 歴史・沿革
1960年代に、辻本昭夫が東京工業大学附属科学技術高等学校在学中に信越電機商会として創業した。CQ出版の雑誌に広告ページを掲載し通信販売を行うとともに、創業者の自宅（東京都世田谷区瀬田）で毎週土曜日と日曜日にジャンク品の販売を行っていた。
- 1970年11月25日 - 信越電機商会として、秋葉原に店舗を開店[10][4]

この間（1970年～1978年）に、2度にわたる移転を行っている。
- 1978年6月30日 - 創立[2][12]。
- 1978年9月21日 - 有限会社秋月電子通商を設立[1][13]。

この間（1978年～2001年）に株式会社化しているが、店頭の表示は2007年3月の改装まで「(有)秋月電子」のままだった。
- 1997年8月1日 - ホームページが初めて開設[15]。
- 2000年7月10日 - ホームページがリニューアルされる[16]。
- 2001年 - インターネットによる通信販売を開始[7]
- 2002年11月1日 - ホームページがリニューアルされる[17]。
- 2007年3月11日 - 秋葉原店が店内改装に入る[18]
- 2007年3月12日 - 八潮店が開店[19][20]
- 2007年3月13日 - 改装中の秋葉原店前にテントによる仮設店舗が設けられた[18]
- 2007年4月1日 - 秋葉原店の店内改装が完了[21]
- 2007年4月16日 - 秋葉原店の営業時間の延長が行われる。これまで定休日だった月曜日・木曜日にも営業をおこなうようになった。ただし、取り扱い品目は限られる。
- 2008年1月18日 - 八潮店に、定休日だった日曜日が営業日に追加される。
- 2008年3月1日 - 八潮店の営業時間が変更された。
- 2009年1月26日 - ウェブサイトがリニューアルされる。会員登録機能が追加され、注文方法なども一部変更された。
- 2012年 - 創業者の辻本昭夫が会長に就任し、取締役社長に息子である辻本信昭が就任[4]。
- 2015年8月 - 秋葉原店の店内改装が行われる。
- 2023年6月22日 - 秋葉原店を増床。従来倉庫だった2階を店舗化。[22]
- 2023年12月 - 秋葉原店のキャッシュレジスターをセミセルフレジ化。
- 2024年1月26日 - ウェブサイトをリニューアル。商品に付番していた通販コードを販売コードに改め、改番。通販にて扱う全商品にて通販在庫数を表示。
- 2025年7月16日 - 八潮店にて通販商品の店舗受取サービスを開始。[23]

## 店舗と事業所
秋葉原店（秋葉原本店）
東京都千代田区外神田一丁目8-3　野水ビル1F・2F　秋葉原駅より徒歩5分
取り扱い商品数に対しフロア面積が狭いため、全ての商品の店頭陳列ができず、一部の商品は店員に声を掛けないと入手できない。同ビルの6階は事務所と倉庫になっている。かつては2階も倉庫としていた。また小さな部品に書かれた文字がよく見えるようにするため、店内はとても明るくなっている。1階に商品検索用のPCがある。
八潮店
埼玉県八潮市木曽根315　八潮駅より徒歩10分、八潮パーキングエリアより徒歩7分
駐車場（10台）があり、毎週木曜・金曜・土曜・日曜の4日間のみ営業している。
通販センター
埼玉県八潮市大原545
通販業務を行っている。販売中の幾つかの商品もここで製造されている。
川口物流センター　（旧：川口通販センター）
埼玉県川口市東本郷252
同社の物流拠点である。対面販売は一切行っていない。

## 取り扱い品目
主に以下のような種類の商品を取り扱っている。
電子部品
IC・トランジスタ・抵抗器・コンデンサ・LED・スイッチ・センサー・ステッピングモーター・ユニバーサル基板・電池など、部品の単体である。購入時に、データシートが付くものもある。半導体など高湿度に弱い部品の場合、シリカゲルの乾燥剤が同封されている。
キット
プリント基板と部品と組み立て説明書が含まれるものが多く、購入者が自分ではんだ付けや組み立てをする。また、小型部品を専用基板に実装した「DIP化基板モジュール」を販売している。
ジャンク品
用途不明の基板など、購入者が自分で調べて利用したり、部品を取り外して使用したりすることを目的とした商品である。
完成品
テスターやオシロスコープなどの測定機、Raspberry PiやArduinoなどのシングルボードコンピュータ、ROMライターなどの開発関連機器などがある。